# Rime
Rime es un videojuego de aventura y rompecabezas desarrollado por el estudio español Tequila Works para PlayStation 4, Xbox One, Nintendo Switch y PC. El videojuego salió a la venta el 26 de mayo de 2017 y posteriormente para Nintendo Switch.

## Desarrollo y diseño

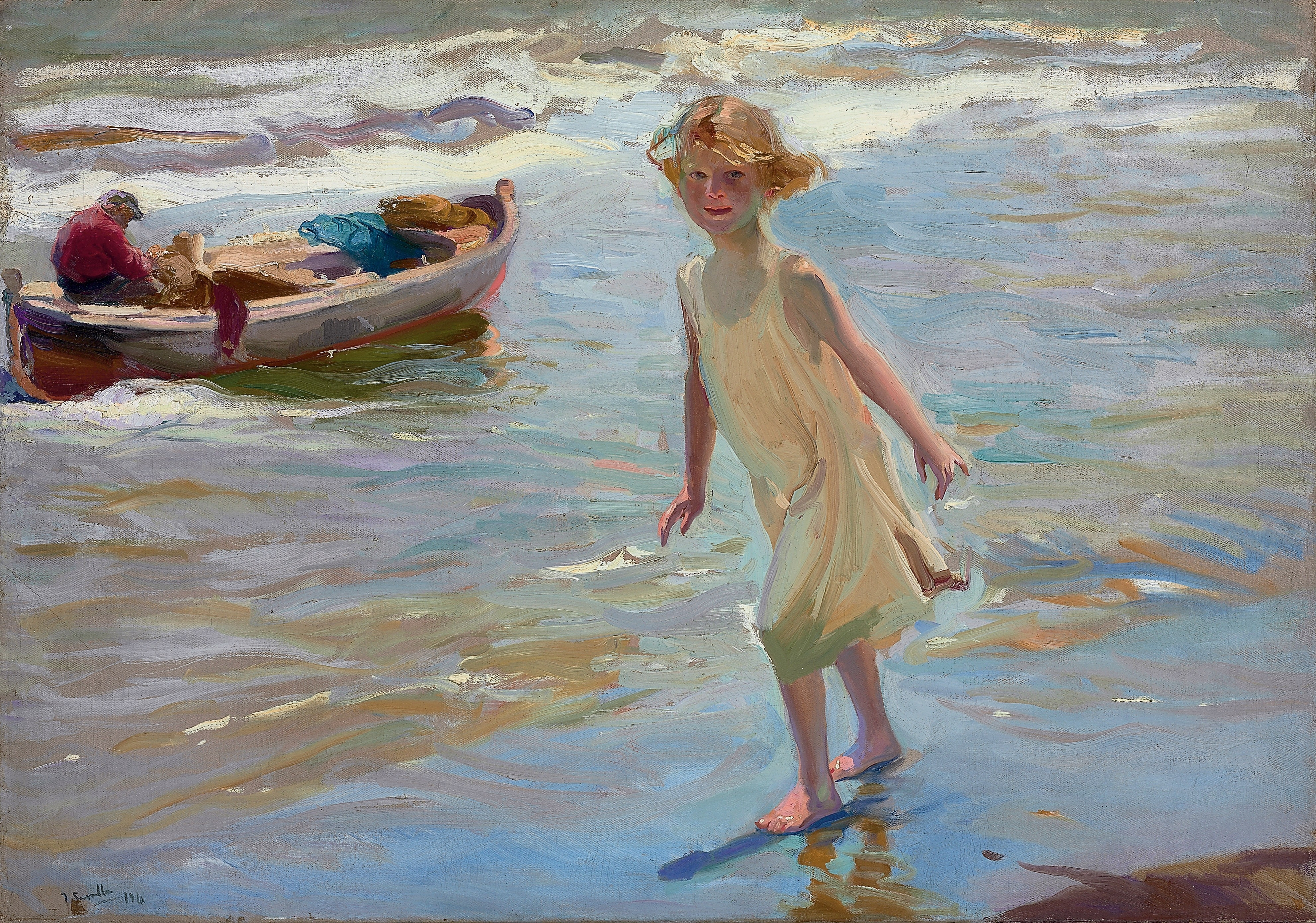
Joaquin Sorolla y Bastida - Niña en la playa

El diseño conceptual del juego empezó durante el desarrollo de Deadlight. La primera versión de Rime nació como juego de rol de acción, denominado Echoes of the Siren. El juego iba a incluir mecánicas de caza y creación de objetos durante el día, para transformarse en un juego de tipo tower defense durante la noche. Otros elementos claves iban a ser la exploración y el desarrollo y personalización del personaje.

El primer avance se mostró en agosto de 2013, en la sección de juegos indie de la rueda de prensa de Sony en la Gamescom, mostrando un videojuego de aventuras en tercera persona con un diseño artístico de tipo sombreado plano que hizo que se le comparara con los juegos del Team Ico, el aclamado Journey de Thatgamecompany y Wind Waker de la saga Zelda, recibiendo una acogida muy positiva por parte de la prensa especializada.
La historia del juego nos presenta a un joven que intenta escapar de una isla y una maldición. El juego obligará a resolver puzles y rompecabezas en un mundo abierto. El diseño del juego usa el entorno y la música para contar la historia sin que haga falta un narrador. Conserva el ciclo día-noche del diseño original de Echoes of Siren haciendo que la luz tenga mucha importancia, tanto en la jugabilidad como en el aspecto visual del juego.